# Luna - Kosmos 300
Luna - Kosmos 300 fu il quarto tentativo da parte dell'URSS di mandare una sonda sulla Luna e farla tornare in parte sulla Terra.

## La missione
Luna - Kosmos 300 fu lanciata il 23 settembre del 1969 e probabilmente era simile a Luna 16. La missione fu un insuccesso: lanciata da un razzo Proton non raggiunse mai lo spazio a causa di un malfunzionamento dell'ultimo stadio del vettore.